# Marie Zettler
Marie Zettler, née le 13 novembre 1885 à Mering et morte le 5 février 1950 dans la même ville, est une journaliste et femme politique allemande. Elle fait partie des premières députées élues à l'Assemblée nationale de Weimar où elle siège pour le Parti populaire bavarois. A partir de 1920, elle se consacre à la section bavaroise de l'Association des femmes catholiques allemandes dont elle est secrétaire régionale.

## Jeunesse et formation
Marie Zettler est née le 13 novembre 1885 à Mering. Elle est la septième des dix enfants de Ludwig Zettler et Josefine Niedermaier. Ses parents sont de fervents catholiques et élèvent leur fille selon les principes religieux. Dans sa jeunesse, Marie Zettler est passionnée par la musique ainsi que par les sciences naturelles, la littérature, l'art, la théologie et la philosophie. En 1898, elle est envoyée dans un institut éducatif à Pasing dirigé par des anglaises ; après trois ans, elle retourne chez ses parents. Au début, elle aide aux tâches ménagères et à l'éducation de ses jeunes frères et sœurs ainsi qu'au bureau de l'entreprise familiale. Puis, à partir de 1911, elle suit, avec son amie Marie Buczkowska, un cours d'économie de deux mois proposé par l'Association populaire pour l'Allemagne catholique à Mönchengladbach et ensuite une formation d'assistante sociale à l'Ecole sociale et caritative pour femmes (de) de Munich, fondée par Ellen Ammann,.
Marie Zettler est secrétaire régionale de la section locale de Bavière de l'Association des femmes catholiques allemandes à partir du 1er janvier 1912 et occupe ce poste pendant plus de 40 ans. 

## République de Weimar

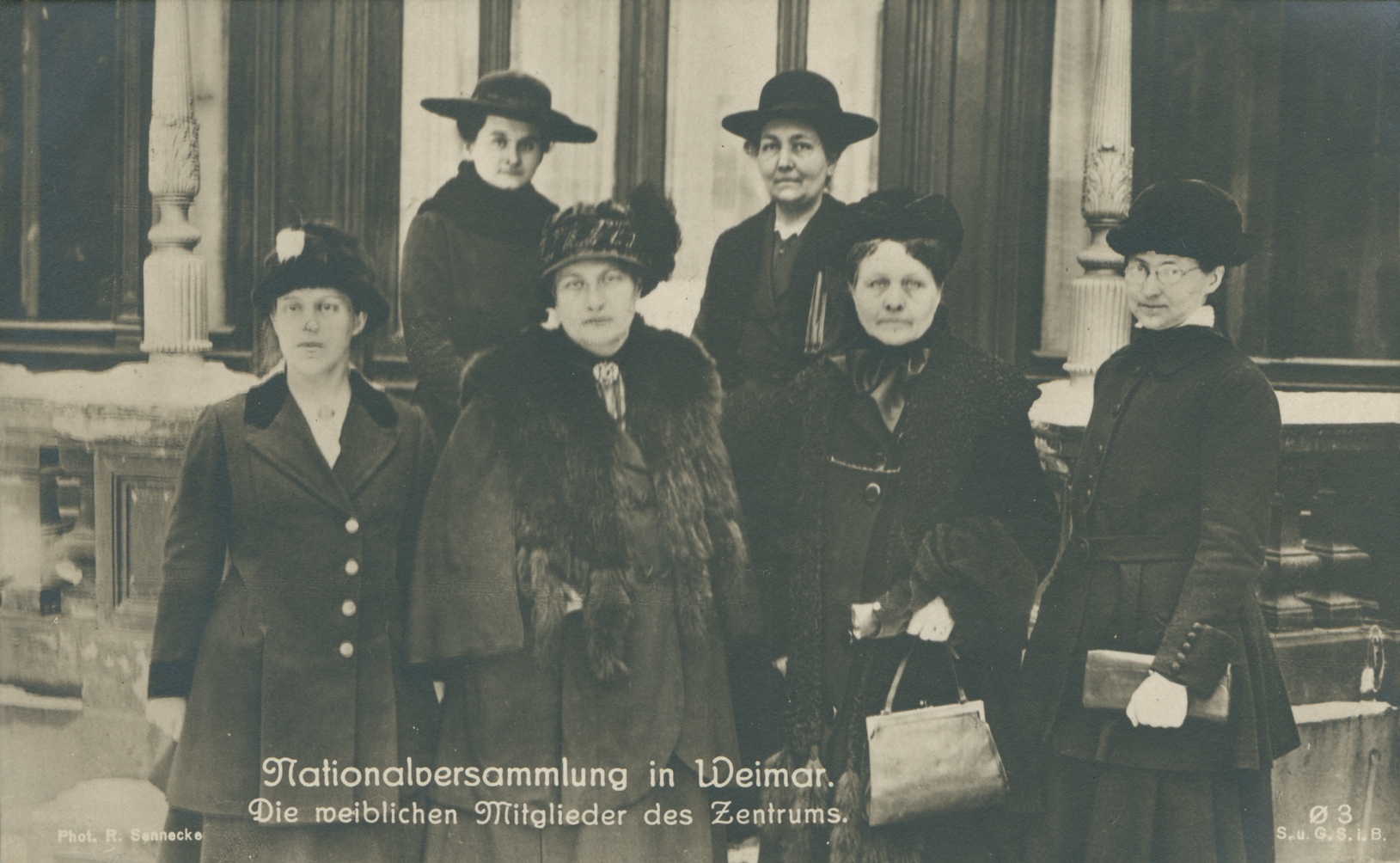
Carte postale avec des femmes députées du Parti du centre allemand à l'Assemblée nationale de Weimar, 1919-1920. Dans la rangée arrière se trouvent Christine Teusch et Maria Schmitz, dans la première rangée se trouvent à gauche à droite. Helene Weber, Hedwig Dransfeld, Agnes Neuhaus et Marie Zettler.

L'élection de l'Assemblée nationale de Weimar du 19 janvier 1919 est la première à laquelle les femmes peuvent participer. Sur 423 élus, 37 sont des femmes. Hedwig Dransfeld, Agnes Neuhaus, Maria Schmitz (de), Christine Teusch (de) et Helene Weber sont élues pour le parti Zentrum, Marie Zettler venant du Parti populaire bavarois, proche de Zentrum,,. Marie Zettler s'implique particulièrement dans la protection de la jeunesse. Elle appelle au renforcement de la famille, car elle estime qu'une vie de famille saine et heureuse est la clé d'une bonne prise en charge des jeunes.  
En plus de son travail politique, elle dirige de 1919 à 1941 le magazine nouvellement fondé de l'Association des femmes catholiques, Bayerisches Frauenland et écrit elle-même des articles sur son travail au Parlement et au sein de la coalition de Weimar. À partir de 1924, elle est responsable du calendrier de l'Association des femmes publié par l'Association des femmes catholiques. 
Elle ne se présente pas aux les élections du Reichstag du 6 juin 1920, pour se consacrer à ses tâches au sein de la rédaction et des organisations catholiques.

## Régime nazi
En raison de son travail politique et associatif, Marie Zettler fait l'objet d'une surveillance par les nazis. Marie Buczkowska rapporte dans sa biographie comment son courrier est surveillé et son domicile perquisitionné. Elle est aussi convoquée à plusieurs reprises au siège de la Gestapo de Munich à cause d'articles publiés dans le Bayerisches Frauenland,. 
En juin 1941, la revue Bayerisches Frauenland est supprimée pour le prétexte que « les personnes et le matériel doivent être libérés à des fins importantes pour l'effort de guerre ». Marie Zettler écrit :
« Avec ce numéro du Bayer. Frauenland, les plus chaleureux salutations d'adieu du Frauenland s'adressent à toutes les chères lectrices. Le bureau de l'industrie papetière de la Chambre de presse du Reich nous a informées que l'économie de guerre exigeait la plus grande concentration de toutes les forces. Ce qui oblige notre magazine à cesser de paraître à partir d'aujourd'hui et jusqu'à nouvel ordre afin de libérer des personnes et du matériel à des fins de guerre. ».
En décembre 1944, elle déménage à Mering avec sa compagne Marie Buczkowska et sa sœur Valentine parce que leur appartement à Munich a été bombardé.

## L'après-guerre
Après la fin du régime nazi, Marie Zettler entreprend de reconstruire l'Association des femmes catholiques de Bavière. En janvier 1949, un magazine associatif est publié en complément de la Katholischen Frau et elle reprend la direction éditoriale. Cependant, affectée par un rhumatisme articulaire, elle ne peut exercer longtemps ce travail. 
Elle meurt peu de temps après, le 5 février 1950, et est enterrée à Mering. 

## Publications
- (de) « Ein geistiger Pflegeberuf », Mitteilungen des Vereins katholischer Sozialbeamtinnen Deutschlands, nos 7-8,‎ 1919
- (de) « Frauenfriedenskirche », Mitteilungen des Vereins katholischer Sozialbeamtinnen Deutschlands, nos 5-8,‎ 1929
- (de) « Ein Haus voll Glorie schautet », Ein Haus voll Glorie schautet. In: Bayerisches Frauenland. Nr. 6, 1929., no 6,‎ 1929
- (de) « Von der ersten Schulung im Parlament. In: Die Christliche Frau. H. 3, 1929. », Die Christliche Frau, vol. 3,‎ 1929
- (de) « Waffen des Starkmutes », Waffen des Starkmutes, no 5,‎ 1940